# Chrysozephyrus tatsienluensis
Chrysozephyrus tatsienluensis är en fjärilsart som beskrevs av Siuiti Murayama 1957. Chrysozephyrus tatsienluensis ingår i släktet Chrysozephyrus och familjen juvelvingar. Inga underarter finns listade i Catalogue of Life.